# 3318 Blixen
3318 Blixen је астероид главног астероидног појаса са пречником од приближно 23,5 .
Афел астероида је на удаљености од 3,154 астрономских јединица (АЈ) од Сунца, а перихел на 2,863 АЈ.
Ексцентрицитет орбите износи 0,048, инклинација (нагиб) орбите у односу на раван еклиптике 11,581 степени, а орбитални период износи 1906,430 дана (5,219 година).
Апсолутна магнитуда астероида је 11,0 а геометријски албедо 0,127.
Астероид је откривен 23. априла 1985. године.